# El decàleg del valencià
El decàleg del valencià va ser la falla plantada a la Plaça de l'Ajuntament en 2014. L'artista va ser Manolo Garcia, i la figura central va ser una reproducció del Moisès de Miquel Àngel de 21 metres d'alçada. Al peu del cadafal, que feia 12 metres quadrats de superfície, hi havia deu manaments per als valencians. El seu pressupost va ser de 170.000 euros. Com tots els remats de l'artista, la figura de Moisès estava fet de vareta descoberta.

## El cadafal

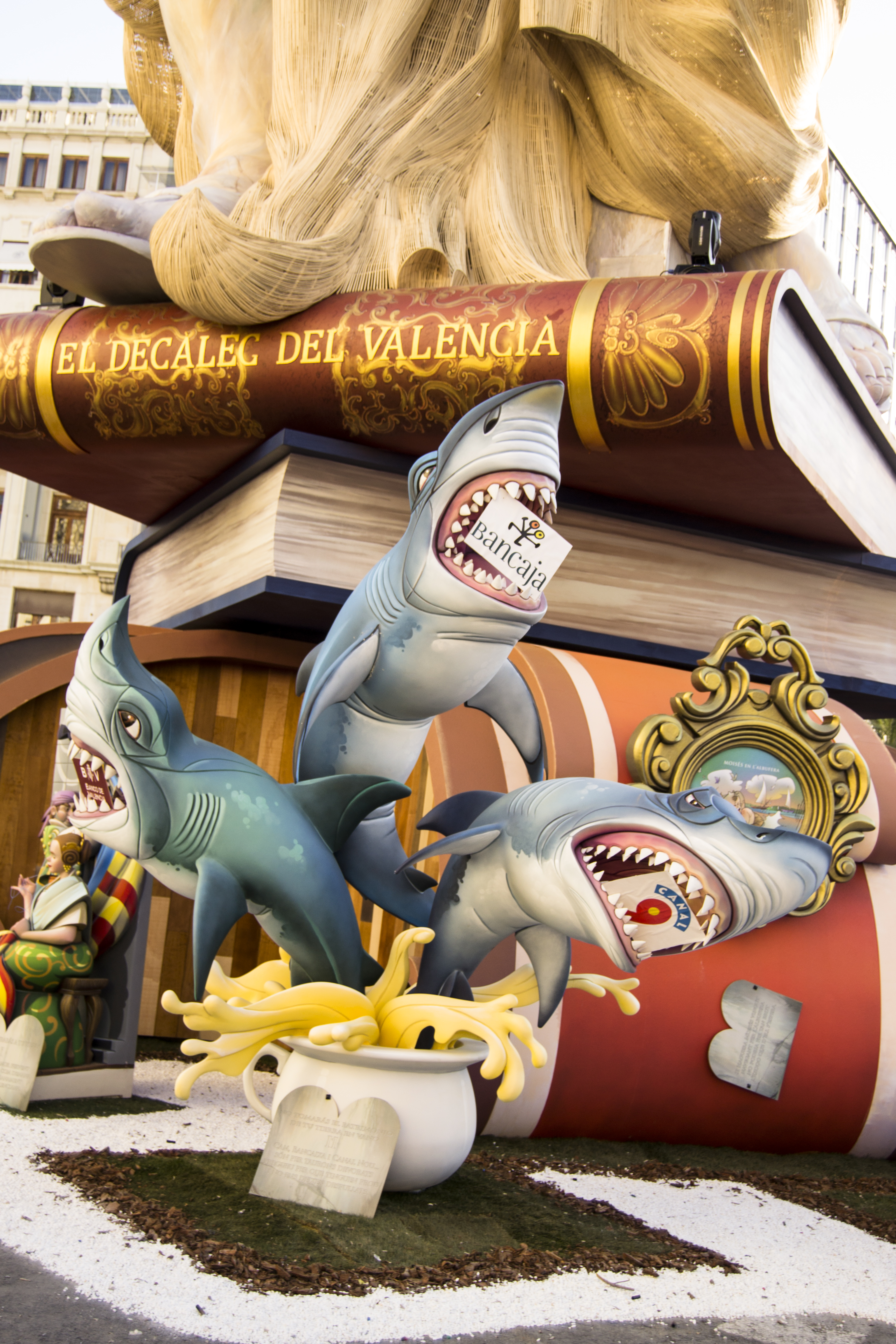
Taurons devorant diverses empreses públiques valencianes, i al fons, una al·legoria del poble valencià, mostres del contingut reivindicatiu de la falla que van ser difícils de llegir.

Als peus del Moisès, hi havia dels Deu Manaments del valencià, una col·lecció d'escenes crítiques amb la societat, sent la primera vegada en molts anys que en la Falla municipal s'hi veien. Tanmateix, aquelles escenes crítiques van quedar ocultades, ja que el consistori va decidir col·locar les tanques de seguretat molt allunyades del cadafal, fent impossible que es pogueren llegir els cartells explicatius, imprescindibles per a interpretar les figures. Des de l'Ajuntament es va al·ludir als efectes de llum com la causant de la distància entre el públic i el cadafal, ja que cada nit es realitzaven espectacles de llum i la maquinària es va situar a prop de la falla. Tanmateix, altres anys també s'hi van incloure efectes semblants i això no va provocar que el cadafal quedara inaccessible.
Entre les escenes que es van poder vore amb dificultat hi havia crítiques als bancs, a la pujada de l'IVA o a la desocupació.